# Haemulon flavolineatum
Espèce
Statut de conservation UICN

 LC  : Préoccupation mineure
Haemulon flavolineatum, aussi anciennement appelé Gorette jaune par la FAO, est une espèce de poisson de la famille des Haemulidae. Répartis sur l’Atlantique ouest, les plus grands individus peuvent atteindre 30 cm.
C'est une espèce qui vit dans les récifs mais peut s'en éloigner pour aller pondre dans les mangroves ou des herbiers sous-marins. La protection de cette espèce implique donc la conservation des récifs coralliens, mais aussi celle d'autres milieux (herbiers et mangroves). 
L'odorat de ce poisson a été étudié ; il s'est montré capable de distinguer les eaux imprégnées d'odeur d'algue, de mangrove ou de récif, ce n'est donc a priori pas en se guidant sur le champ magnétique, la lune ou en utilisant les courants que cette espèce choisit ses zones de frai.

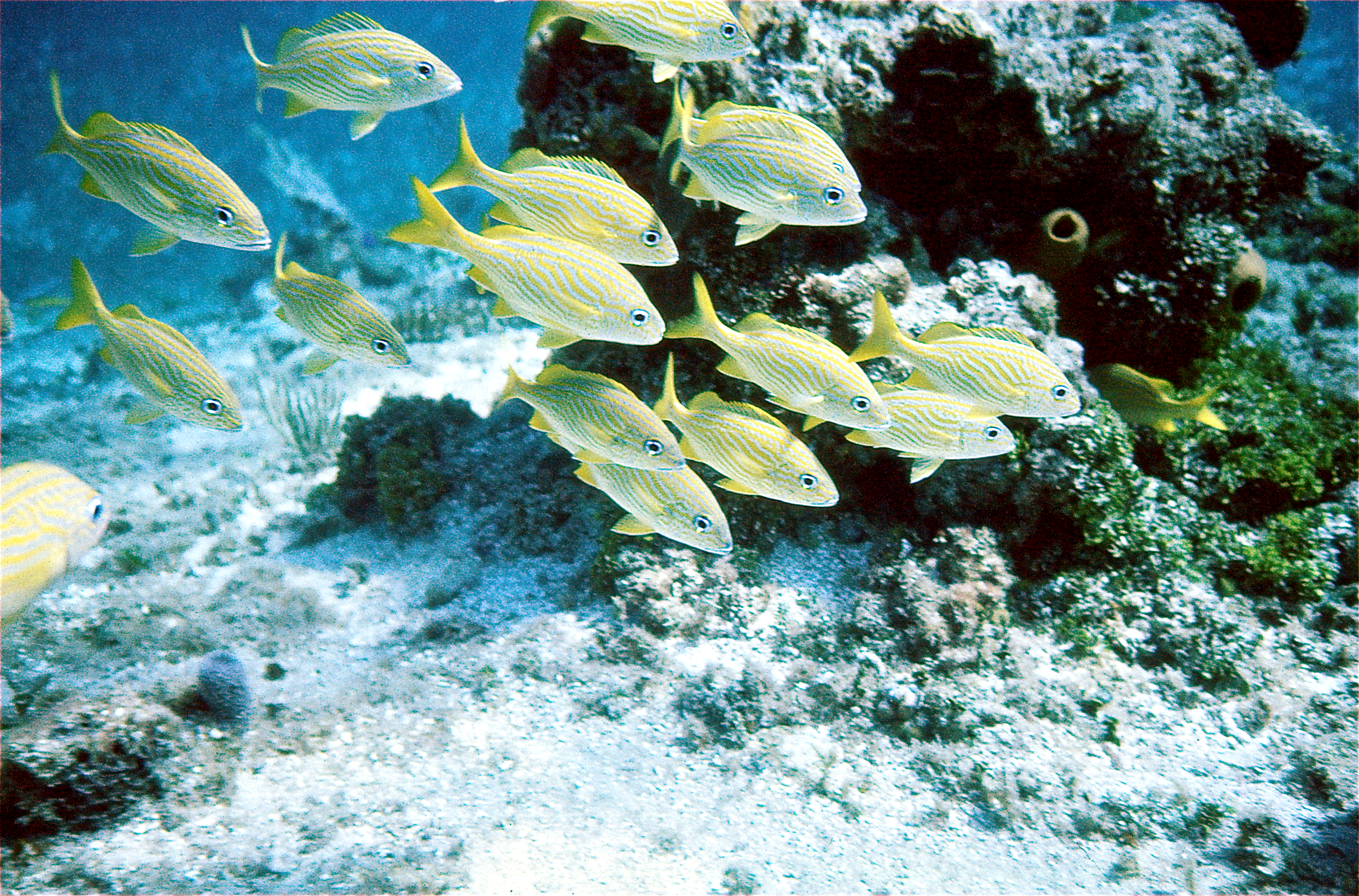
Groupe d' Haemulon flavolineatum (Quintana Roo, Mexique)